# Hysteropterum algiricum
Hysteropterum algiricum är en insektsart som först beskrevs av Lucas 1849.  Hysteropterum algiricum ingår i släktet Hysteropterum och familjen sköldstritar.
Artens utbredningsområde är Portugal. Inga underarter finns listade i Catalogue of Life.